# Huperzia rubicaulis
Huperzia rubicaulis là một loài thực vật có mạch trong Họ Thạch tùng. Loài này được S.K. Wu & X. Cheng mô tả khoa học đầu tiên năm 1985.